# Avant que l'ombre…
Avant que l'ombre... е шестият студиен албум на певицата Милен Фармер, издаден на 4 април 2005 година от музикалната компания Polydor Records. Първият сингъл от албума – Fuck Them All, излиза на 14 март същата година – почти един месец преди издаването на албума. След него сингли стават песните Q.I, Redonne-moi, L'amour n'est rien... и Peut-être toi.

## Песни
Всички текстове са написани от Милен, а музиката – от продуцента ѝ Лоран Бутона. Изключение прави песента L'amour n'est rien..., чиято музика е композирана и от двамата.
| Avant que l'ombre..., 2005 | Avant que l'ombre..., 2005 | Avant que l'ombre..., 2005                               | 71:01 |
| #                          | Заглавие на песента        | Автор(и)                                                 | Време |
| 1.                         | Avant que l'ombre...       | Текст: Милен Фармер. Музика: Лоран Бутона.               | 5:55  |
| 2.                         | Fuck Them All              | Текст: Милен Фармер. Музика: Лоран Бутона.               | 4:32  |
| 3.                         | Dans les rues de Londres   | Текст: Милен Фармер. Музика: Милен Фармер.               | 3:50  |
| 4.                         | Q.I                        | Текст: Милен Фармер. Музика: Лоран Бутона.               | 5:20  |
| 5.                         | Redonne-moi                | Текст: Милен Фармер. Музика: Лоран Бутона.               | 4:22  |
| 6.                         | Porno graphique            | Текст: Милен Фармер. Музика: Милен Фармер.               | 4:16  |
| 7.                         | Derrière les fenêtres      | Текст: Милен Фармер. Музика: Лоран Бутона.               | 4:02  |
| 8.                         | Aime                       | Текст: Милен Фармер. Музика: Милен Фармер.               | 4:32  |
| 9.                         | Tout ces combats           | Текст: Милен Фармер. Музика: Милен Фармер.               | 4:00  |
| 10.                        | Ange, parle-moi            | Текст: Милен Фармер. Музика: Лоран Бутона.               | 3:40  |
| 11.                        | L'amour n'est rien...      | Текст: Милен Фармер. Музика: Лоран Бутона, Милен Фармер. | 5:03  |
| 12.                        | J'attends                  | Текст: Милен Фармер. Музика: Лоран Бутона.               | 5:20  |
| 13.                        | Peut-être toi              | Текст: Милен Фармер. Музика: Лоран Бутона.               | 4:45  |
| 14.                        | Et pourtant...             | Текст: Милен Фармер. Музика: Лоран Бутона.               | 4:35  |
| 15.                        | Nobody Knows               | Текст: Милен Фармер. Музика: Лоран Бутона.               | 4:43  |